# April Centrone
April Centrone (* 31. März 1984 in New York City) ist eine US-amerikanische Multiinstrumentalistin und Komponistin, die im Bereich der klassischen arabischen Perkussion und anderen Genres der Weltmusik hervorgetreten ist.

## Leben und Wirken
Centrone, die in einer Künstlerfamilie aufwuchs, begann im Alter von neun Jahren Schlagzeug zu spielen und gehörte während ihrer gesamten Schulzeit verschiedenen Rock- und Jazzbands, Kapellen und Orchestern an. Bei dem libanesisch-palästinensischen Perkussionisten Michel Baklouk Merhej studierte sie Riq, Darbuka und Rahmentrommel. Daneben beherrscht sie auch arabische Saiteninstrumente wie die Oud und die arabische Violine. Sie unterrichtet Darbuka, Rahmentrommel, Oud und Schlagzeug und schrieb für Riq-Spieler das Lehrbuch Chiqqs with Riqqs.
Ihre Laufbahn auf dem Gebiet der arabischen Musik begann 2005 mit Simon Shaheens Arabic Music Retreat. In der Folge trat sie mit Musikern wie Ziad Rahbani, Marcel Khalifé, Bassam Saba und Charbel Rouhana auf. 2007 wurde sie Mitbegründerin, Direktorin und Perkussionistin des New York Arabic Orchestra. Als Guest teaching artist schloss sie sich 2009 Yo Yo Mas Yo-Yo Ma's Silk Road Connect an, einer Initiative zur Musikförderung an Schulen. In ähnlicher Funktion wirkte sie bei Musicians for Harmony. Außerdem unterrichtete sie arabische Musik an der Berklee School of Music und am Cleveland Institute of Music.
Centrone hatte Auftritte in der Carnegie Hall, an der New York City Opera, vor den Vereinten Nationen, am Lincoln Center und der Town Hall, beim Beirut Jazz Festival und bei Jim Beam Rocks! im Libanon, beim Marciac Jazz Festival in Frankreich, dem Festival du Monde Arabe in Montreal, beim World Music Festival in Neuseeland, beim Taipei Chinese Orchestra Silk Road Festival in Taiwan und beim Festival Músicas do Mundo in Portugal und unternahm Tourneen durch Nord- und Südamerika, Asien und Europa.
Ihr stilistisches Repertoire reicht vom Rock, Progressive Rock, Funk, Rhythm’n’Blues über Weltmusik bis zu experimenteller Musik. So wirkte sie an Projekten wie den Secret Chiefs 3 (2010–12), Kristjan Järvis Absolute Ensemble (2011), dem in Beirut beheimateten Arabic cabaret (2013–15) und der Frauen-Rockgruppe IKLIL, dem Persian Music Ensemble, der Jane-all-femme rock band und Lubana Al-Quntars From Syria with Love – muwashahat (ab 2016) mit. Sie komponierte und spielte die Musik zu Mary Zimmermans Theaterstück Arabian Nights und spielte Perkussion, Oud und Violine bei den Stücken 11 Reflections of September von Andrea Assaf, Head over Heels in Saudi Arabia von Maisah Sobaihi und Everyone Has Tears von Cynthia Sophiea. 2018 erschien ihr Debütalbum New Moon. Auch ist sie auf Alben von Eyvind Kang und von Alekos Vretos sowie auf der Dokumentation von Järvis Arabian Nights: Live at Town Hall NYC zu hören.
Centrone erwarb am John Jay College of Criminal Justice einen Mastergrad in forensischer Psychologie und hielt Vorlesungen über Trauma und Einführung in die forensische Psychologie an der Adelphi University. An der Lebanese American University unterrichtete sie 2015 Musiktherapie, und 2018 hielt sie auf Einladung der amerikanischen Botschaft in Malaysia musiktherapeutische Sitzungen in Frauenhäusern und Zentren für jugendliche Flüchtlinge in Kuala Lumpur, Ipoh und Penang.